# CJ Entertainment
CJ E&M Film Division (CJ E&M Pictures), trước đây là CJ Entertainment (tiếng Hàn: 씨제이엔터테인먼트, CJ엔터테인먼트), là một công ty giải trí của Hàn Quốc tham gia vào các lĩnh vực triển lãm, sản xuất, đầu tư, phân phối phim. Đây là công ty giải trí lớn nhất ở Hàn Quốc và là một công ty con của tập đoàn CJ.

## Lịch sử
Đầu năm 1995, Cheil Jedang đầu tư vào công ty phim mới nổi DreamWorks SKG, và vào tháng 6 cùng năm đó, Cheil Jedang thành lập bộ phận dịch vụ giải trí của riêng mình. Tên của bộ phận được thay đổi thành CJ Entertainment vào tháng 9 năm sau, bộ phim đầu tiên họ phân phối là "Secrets and Lies". Để nâng cao vị thế của họ trong ngành công nghiệp, CJ Entertainment xây dựng rạp chiếu phim đầu tiên của Hàn Quốc: CGV Gangbyeon 11, khai mạc vào tháng 4 năm 1998.
Tầm quan trọng của CJ Entertainment trong ngành công nghiệp điện ảnh Hàn Quốc đã tăng trưởng trong năm 1997-1998 khi quốc gia bị vướng vào cuộc khủng hoảng tài chính châu Á. Nhiều công ty điện ảnh nhỏ phải đóng cửa, CJ Entertainment đã làm nên nhiều thành công với bộ phim "Shiri" (1999). Sự thành công của các bộ phim giúp công ty phát triển thành một trong hai công ty điện ảnh lớn nhất trong nước. Gần đây CJ Entertainment đã mở rộng sang các lĩnh vực khác của ngành công nghiệp giải trí, bao gồm cả Internet và truyền hình cáp.
Bắt đầu từ năm 2007, CJ Entertainment là nhà phân phối tại Hàn Quốc cho các bộ phim của Paramount Pictures (bao gồm cả các phim của DreamWorks được mua lại bởi Paramount). CJ đã được phát hành các phim của DreamWorks gần một thập kỷ, công ty chiếm thị phần cao nhất trong các nhà phân phối với 27,8%.
Trong năm 2010, CJ Entertainment được sáp nhập với CJ Media, Mnet Media, On Media và CJ Internet để lập thành công ty giải trí và truyền thông CJ E & M, trực thuộc tập đoàn CJ.
Vào tháng 7 năm 2018, công ty mẹ của CJ Entertainment là CJ E&M đã sáp nhập vào công ty mới CJ ENM.